# El sello de los tiempos
El sello de los tiempos es el segundo álbum de estudio de la banda WarCry. 
En este trabajo todos los miembros dejaron sus respectivas bandas para formar parte oficial de WarCry, este trabajo también marcó la llegada de un teclista a la banda, Manuel Ramil, el cual compuso la instrumental del disco: El sello de los tiempos.

## Lista de canciones
1. El sello de los tiempos (Instrumental) - 0:54
2. Alejandro - 5:05
3. Hijo de la ira - 5:36
4. Capitán Lawrence (Lawrence Oates) - 5:47
5. Tú mismo - 4:37
6. Un mar de estrellas - 6:54
7. Un lugar - 5:01
8. Dispuesto a combatir - 5:25
9. Vampiro - 7:00
10. Hacia delante - 6:39
11. Renacer - 1:50

## Intérpretes
- Víctor García - Voz
- Fernando Mon - Guitarra
- Pablo García - Guitarra
- Álvaro Jardón - Bajo
- Manuel Ramil - Teclados
- Alberto Ardines - Batería